# Рижна
Рижна — река в России, протекает по Подпорожскому району Ленинградской области и Пряжинскому району Республики Карелия.
Высота устья — 116,7 м над уровнем моря. Высота истока — 128 м над уровнем моря.
Исток — озеро Рижное в Подпорожском районе, у бывшей деревни Рижное. Течёт на север, пересекает границу областей недалеко от стыка Подпорожского, Пряжинского и Олонецкого районов. Впадает в озеро Рипус, из которого берёт своё начало Рандозерка. Длина реки составляет 16 км, площадь водосборного бассейна 42,2 км².

## Данные водного реестра
По данным государственного водного реестра России относится к Балтийскому бассейновому округу, водохозяйственный участок реки — Свирь без бассейна Онежского озера, речной подбассейн реки — Свирь (включая реки бассейна Онежского озера). Относится к речному бассейну реки Нева (включая бассейны рек Онежского и Ладожского озера).